# Lehman Brothers Collection
De Lehman Brothers Collection is een Amerikaanse kunstverzameling.

## Toelichting
De bank Lehman Brothers heeft een lange traditie in het verzamelen van beeldende kunst. De instelling steunde het Museum of Modern Art (MoMA) te New York, waar een vleugel naar Lehman genoemd is. In deze vleugel wordt permanent de kunstverzameling van Robert Lehman getoond. Sommige werken verfraaiden de kantoren van de bank. In 2003 breidde Lehman Brothers zijn collectie verder uit door de aankoop van de bank Neuberger Berman. 
Door het faillissement van de bank werd deze collectie in september 2010 publiek geveild. In de collectie bevonden zich werken van Damien Hirst, John Baldessari, Takeshi Murakami, Gerhard Richter en Gary Hume. De opbrengst van de verkoop werd verdeeld onder de schuldeisers.